# Хоссейни, Халед
Халед Хоссейни (англ. Khaled Hosseini, /ˈhɑːlɛd hoʊˈseɪni/, род. 4 марта 1965, Кабул, Королевство Афганистан) — американский писатель афганского происхождения, наиболее известен своим дебютным романом «Бегущий за ветром».

## Биография
Относительно его этнического пуштунского происхождения Хоссейни говорит:
Я не чистокровный кто-либо… Есть во мне пуштунское начало.
Родился в Кабуле в семье дипломата, получившего после свержения монархии в Афганистане политическое убежище в США. Окончил Калифорнийский университет в Сан-Диего и стал врачом. Активно занимается гуманитарной деятельностью, является представителем ООН по делам беженцев.
Стал известен широкой публике после выхода книги «Бегущий за ветром» (англ. The Kite Runner), получившей премию «Выбор читателя 2007», по которой был снят одноимённый фильм.
Живёт в Северной Калифорнии с женой Ройей и двумя детьми.

## Произведения
- «Бегущий за ветром», 2003
- «Тысяча сияющих солнц», 2007
- «И эхо летит по горам», 2013
- «Молитва морю[англ.]», 2018

## История написания дебютного романа
Будучи отцом двоих детей и врачом, Халед Хоссейни решил, что стоит раскрыть талант писателя, который обнаружил в детстве. Роман писал в 5 утра перед работой. «Большая часть моего первого романа была написана в те темные ранние утренние часы; это подвиг, который я бы сейчас вряд ли повторил».

## Вклад
Халед Хоссейни является представителем ООН по делам беженцев. Он эмигрировал из Афганистана будучи ребенком. Хоссейни призывает международное сообщество продолжать оказывать содействие Афганистану: в сфере экономики, сельского хозяйства, обустройства жизни. Он пишет статьи о проблеме беженцев.  Его работы опубликованы в том числе  в авторитетной британской газете «The Guardian». В своей статье привел  статистические данные: в 2016 году в Европу пыталось иммигрировать около миллиона человек и лишь 47000 из них выжили. Он призывает сохранять человечность по отношению к беженцам. 
Проблеме беженцев он посвятил свой последний роман, написанный в 2018 году «Молитва морю».

## Критика
Дебютный роман Халеда Хосейни «Бегущий за ветром» обладает всемирной популярностью, читательским спросом и высоким рейтингом. Книга была переведена на 53 языка мира. В 2005 году это произведение стало третьим в списке бестселлеров  США. Произведения «Бегущий за ветром» и «Тысяча сияющих солнц» были изданы 40 млн тиражом.  
Тем не менее, не удалось и избежать критики. Юзефович в своей статье «Франзен, Барнс или Памук. Что выбрать почитать?» на новостном портале «Медуза» называет его «однообразным» писателем. Критик аргументировала свою точку зрения тем, что все его романы содержат в себе один и тот же посыл, смысла читать их все она не видит, по мнению Юзефович, автор не наделяет свои произведения новизной.

## Награды
- Nielsen Golden Book Award за роман «Бегущий за ветром»[4]